# 브라이언 멀로니
마틴 브라이언 멀로니(영어: Martin Brian Mulroney, 1939년 3월 20일~2024년 2월 29일)는 캐나다의 진보보수당 정치인이자 변호사, 기업인으로  1984년부터 1993년까지 제18대 캐나다의 총리를 지냈다.  그는 퀘벡주의 아일랜드계로 영어와 프랑스어를 동시에 사용하는 환경에서 자라 양 언어를 모두 잘 구사하며 진보보수당의 세력이 약한 퀘벡 주 출신으로 눈길을 끌었다.
총리와 진보보수당의 당수로서 멀로니는 미국과 현저한 자유무역협정을 가져오고, 인기없는 상품 및 서비스 세금의 경과를 감시하였다.  멀로니의 재직 기간은 또한 헌법을 서명하는 데 퀘벡주 정부를 설득하는 그의 수고들에 의하여 표시되었으며, 광대한 상담과 협상에 불구하고 미치레이크 협정과 샬럿타운 협정이 둘다 성공적이지 못했다.  외교 정책에서 그는 아파르트헤이트에 대항하는 강한 자세를 취하였다.  멀로니는 또한 미국과 산성비 협정 체결과 환경 보호법의 경과를 포함한 자신의 환경적 기록으로 인정되어 왔다.
멀로니는 로널드 레이건 미국 대통령과 친밀한 관계를 유지했는데, 이는 대체로 반미적인 경향이 강했던 과거의 진보보수당의 성향과는 다른 것이었다.  그의 집권 2기는 미국의 조지 H. W. 부시 행정부 출범과 비슷한 시기에 시작되었다.  부시 대통령과도 긴밀한 관계를 유지하고, 걸프 전쟁에도 파병하였다.

## 어린 시절과 교육
퀘벡주 베코모에서 아일랜드 이민자들의 아들로 태어났다.  멀로니의 부친은 전기 기사였으며 자신의 자식들이 베코모를 지배한 제재소를 탈출할 것 같이 궁금하였다.  멀로니는 뉴브런즈윅주 채텀에 있는 사립 세인트토머스 고등학교를 다니고, 그러고나서 노바스코샤주 앤티고니시에 있는 세인트프랜시스사비에 대학교에서 수학하여 정치학을 전공하여 캠퍼스의 보수당 클럽에 가입하였으며 합동 대서양 대학 의회에서 총리를 맡았다.  그는 1956년 존 디펜베이커의 성공적인 리더십 선거 운동을 위하여 일하였다.  자신의 세월을 넘어 부드럽게 영어와 프랑스어를 둘다 하며 사교적인 멀로니는 1961년 퀘벡주로 돌아와 라발 대학교에서 법학 학위를 취득하였다.  

## 변호사와 기업인 시절
멀로니는 1964년 몬트리올의 주요 로펌 (현재 노턴 로즈 풀브라이트)에 가입하여 곧 캐나다 아이언 오어 컴퍼니와 캐나다 전기 주식회사 같은 근심들을 위하여 노동 협상들에서 전문적이었다.  부친이 1965년 사망하였고, 멀로니는 무거운 가족 책임들을 졌다.  후에 1973년 그는 세르비아인 밀라 피브니츠키와 결혼하였다.
1974년 ~ 75년에 멀로니는 퀘벡주 건설업에서 폭력과 부패에 클리슈 위윈회의 명확하고 적극적인 일원으로서 대중의 관심을 얻었다.  지금까지 그는 주에서 지도적인 보수당의 결성자이자 기금 조달자였다.  직위를 위하여 전혀 나간 적이 없음에 불구하고, 그는 1976년 연방적 정당의 리더십을 위한 강한 후보였으며 결국 3차 비밀 투표에서 탈락되었다.
1976년 멀로니는 캐나다 아이언 오어 컴퍼니의 부회장이 되었으며, 1977년~83년 회장으로서 그는 노사관계관리를 강조하였고, 자신의 기간의 종말에 심각한 정치적 영향 없이 회사의 운영을 폐업할 수 있었다.  1983년 멀로니는 진보보수당의 리더십을 위하여 다시 나갔으며, 자신의 1976년 선거 운동이 너무 교묘하고 야했던 채임들로 응답에서 낮은 노력이다.  그는 최종 비밀 투표에서 1584 대 1325로 조 클라크를 꺾었다.

## 야당의 당수
1983년 ~ 84년 야당의 당수와 센트럴노바를 위한 국회 의원으로서 멀로니는 숙련된 관리자를 증명하여 당의 상처들을 고치고 완고한 선거 기계를 건설하는 것에 집중하였다.  성격상 온건하고 화해적인 그는 경제, 소수의 프랑스어 사용 권리들과 가까운 미국-캐나다 사이와 연방 지방적 관계들에서 민간 부문 강화와 적은 정부 개입을 요구하였다.

## 총리 재임

1984년 9월 앤드루스 공군 기지에서 부인 밀라 여사와 함께

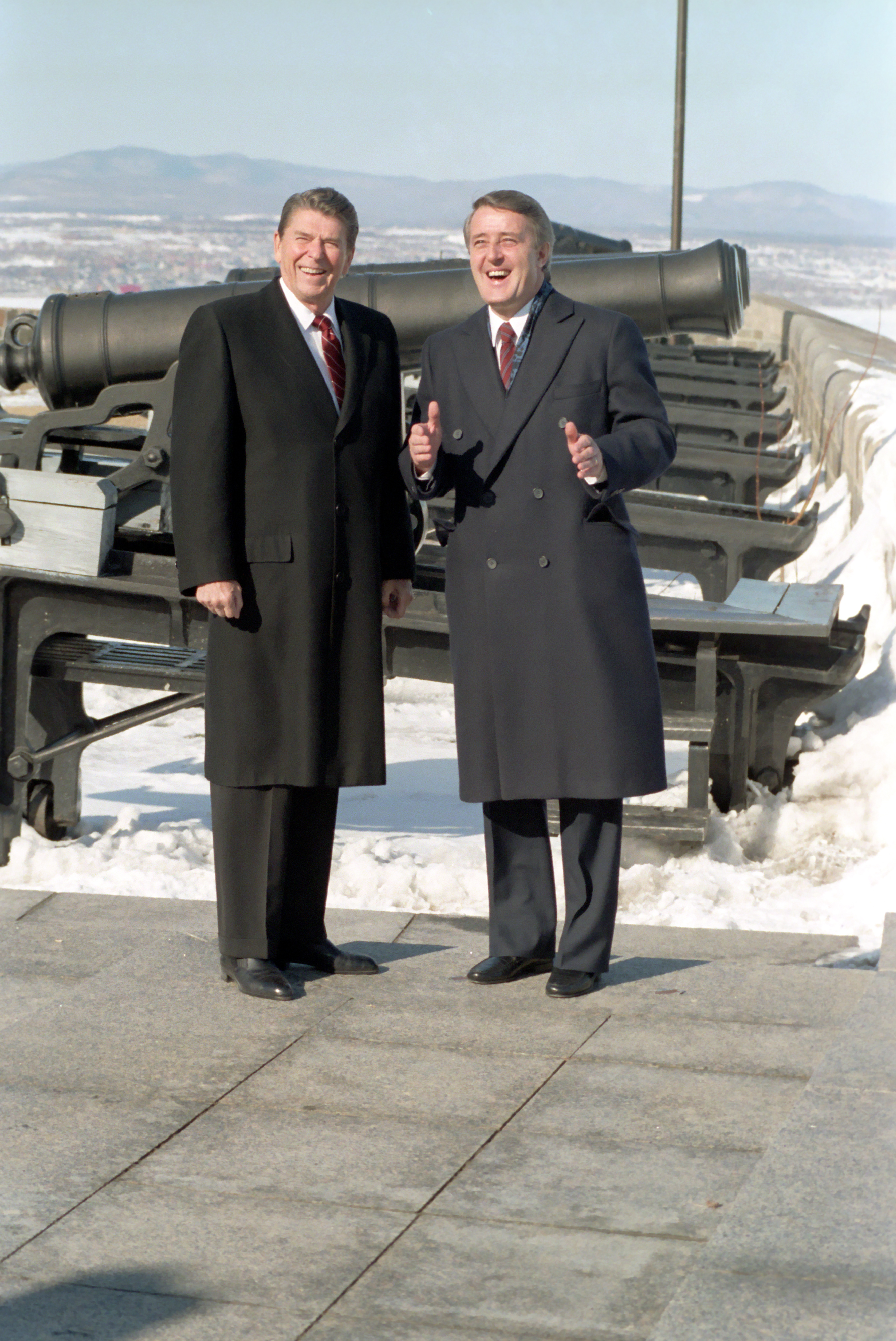
레이건과 멀로니

1984년 총선에서 존 터너 총리의 자유당에 거의 완벽한 선거 운동을 운영하여 캐나다 역사상 가장 큰 수의 211개의 의석을 이겼다.  보수당원들에게 퀘벡주의 중요성을 항상 강조한 멀로니는 자신의 선거구 마니쿠아강의 의석을 획득하였다.  
"명예와 열중"과 함께 헌법을 퀘벡주로 가져오는 그의 보증은 보수당원들을 성원하는 데 많은 퀘벡주 국수주의자들을 설득에서 결정적이었다.  
당은 멀로니가 자신의 리더십 아래 일어나겠다고 약속한 돌파로서 주에서 의석들 중 58개를 가져갔다.  그는 1984년 9월 17일 캐나다의 18대 총리로서 선서되었다.

### 경제와 헌법의 개혁

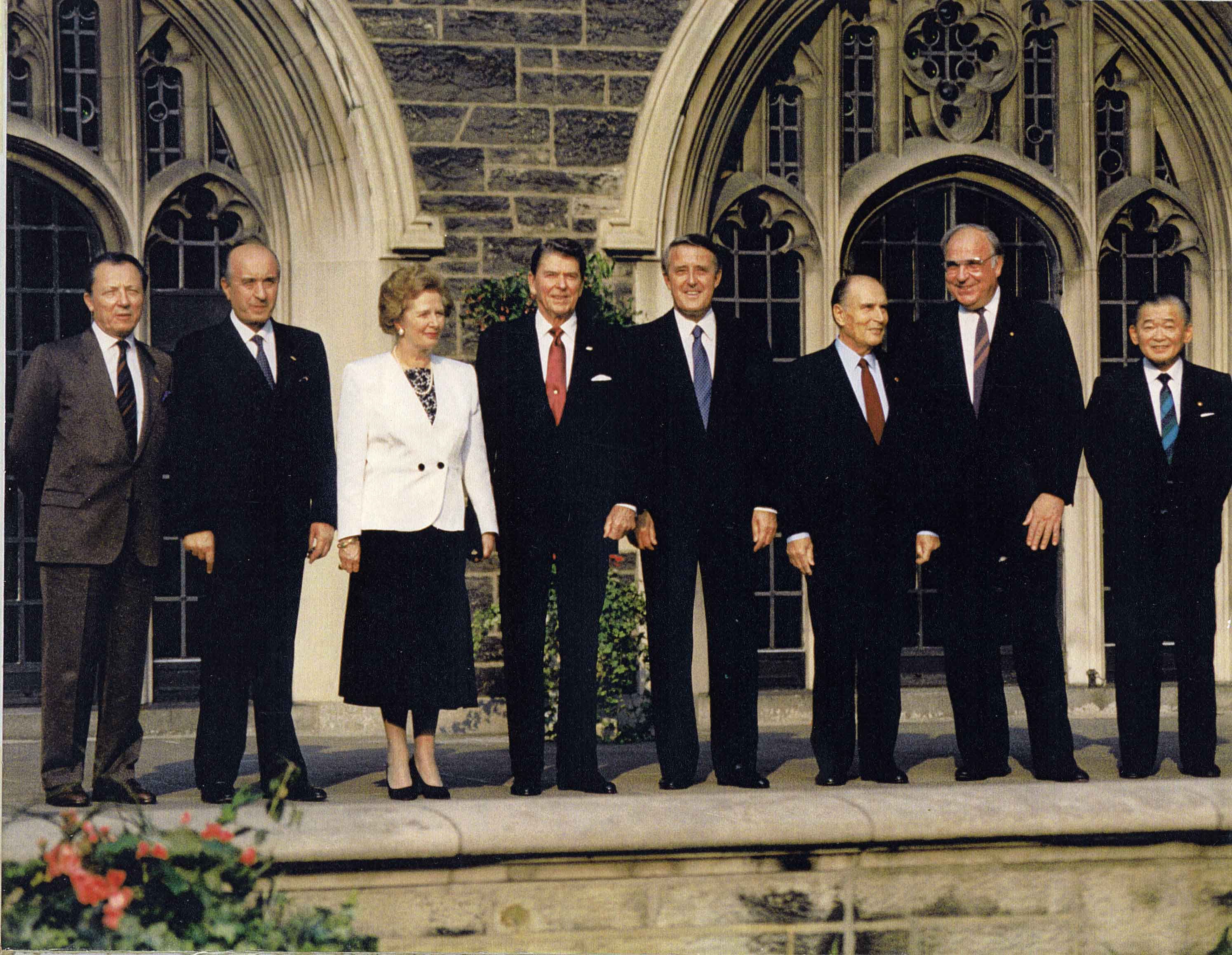
1988년 토론토에서 G7 정상 회의를 주최한 멀로니(왼쪽에서 5번째)

멀로니 행정부의 첫 2년은 그의 내각에서 우유부단과 스캔들들에 의하여 특정이 지어졌으나 1987년 봄까지 그는 자신의 첫 임기 동안 두 개의 중요한 의안인 '미치레이크 협정'과 그해 10월에 체결한 미국과의 자유무역협정을 발표하였다.  
자유무역협정은 1988년 총선에서 중앙적인 논점이 되었고, 보수당은 합동된 협정을 반대한 자들을 둘러싸 소생하는 자유당을 압도하였다.  자유무역협정은 1989년 1월 1일 발효되었다.
하지만 미치레이크 협정은 서서히 해결되지 않았고, 1990년 6월 그 좌절은 최종 기한으로 가장 가까운 최종 첫 장관들의 회담을 예정에서 최소한 부분적으로 멀로니의 넓게 인용한 "주사위의 역할"에 귀착시켰다.  그의 정부는 1991년 1월 1일 발효된 새로운 상품 및 서비스 세금의 부과와 함께 인기가 낮은 새로움에 도달하였다.  멀로니는 상원을 통하여 법안을 얻는 명령에서 성원자들과 함께 상원의원들을 쌓아야 했다.

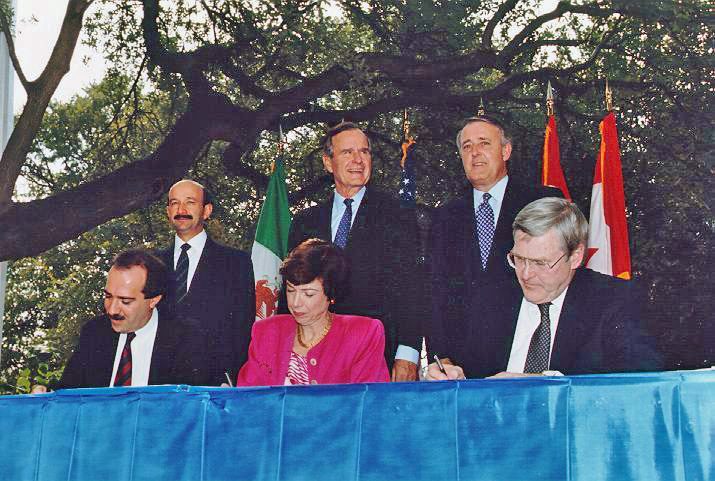
1992년 북미자유무역협정(좌로부터 데 고르타리 멕시코 대통령, 부시 미국 대통령과 멀로니 총리)

비판들은 자유무역협정에 1990년대 초반의 불경기의 심각성을 비난하였으나 보수당은 자신들의 공개 무역 정책을 지속하였고, 이번에 멕시코를 포함한 북미자유무역협정을 협상하였다.  투표들에 의한 멀로니의 인기는 1992년 가을 아직 다른 헌법 협정을 그가 조정하면서 역사상 아무 다른 총리의 것보다 더욱 낮았다.  이른바 샬럿타운 협정은 수많은 위임과 협상들이 있던 후 함께 조각이 났으나 전국 국민 투표에서 거절되었다.

### 환경과 아파르트헤이트
멀로니가 그의 경제와 헌법 정책들로 매우 잘 알려졌어도 외교와 환경에서 그의 기록도 또한 의미있었다.  마거릿 대처 영국 총리와 로널드 레이건 미국 대통령과 대조적으로 멀로니는 아파르트헤이트에 대항하는 강한 자세를 취하여 남아프리카공화국에 대항하는 뻣뻣한 경제와 외교 제재들을 추천하였다.  1990년 넬슨 만델라가 석방된지 짧은 후에 그 반아파르트헤이트 활동가는 공공적으로 캐나다에 그 성원을 위하여 감사를 드렸다.
걸프 전쟁이 일어나면서 멀로니는 캐나다군을 연합군 측으로 파병하기도 하였다.
멀로니는 또한 환경을 보호하는 데 강한 조치들을 취하기도 하였다.  2006년 〈Corporate Knights:The Magazine for Clean Capitalism〉에 의하여 측량에서 캐나다 역사상 "가장 푸른" 총리로 투표되었다. 1991년 멀로니는 미국과 의미적으로 산성비와 이산화 황 방사들을 줄인 대기질 지수 동의서인 산성비 협정을 협상하였다. 총리 재임 동안 그는 또한 환경 보호법을 통과시키고, 8개의 새로운 국립공원들을 창조하였다.

## 정계 은퇴
많은 사색 후, 멀로니는 1993년 2월 정계를 떠나는 데 자신의 결정을 공고하였다.  퀘벡인과 서부인들의 합동을 함께 놓고, 전통적으로 다루기 어려운 보수당을 통합하는 자신의 실력에 불구하고, 멀로니의 헌법적 실패들, 영속하는 불경기에 의하여 제기된 경제 문제들, 부가가치세에 느린 쓰라림과 자신의 개인적으로 없던 인기가 그의 당과 정치적 미래를 구슬퍼 보이게 만들었다.  6월 25일 그는 총리직을 킴 캠벨에게 물러주었다.  그해 총선에서 그의 보수당 연정은 붕괴되었다.  캐나다에서 단 2명의 보수당원들이 선출되었고, 당은 하원에서 공식적 정당으로서 그 지위를 잃었다.  많은이들은 캐나다 정치 역사상 가장 전례가 없는 불행들로 멀로니의 실패와 그의 개인적으로 없던 인기를 비난하였다.

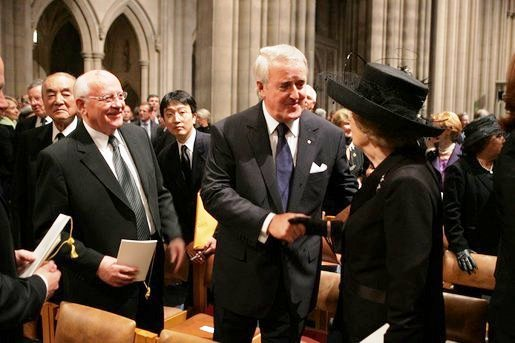
2004년 레이건의 장례식에서 대처와 고르바초프와 함께

## 이후의 경력
1993년 이래 멀로니는 로펌 노턴 로즈 풀브라이트 (이전에 오질비 레노)에서 수석 파트너로 지내왔다. 1997년 6월 연방 자유당 정부는 에어버스 스캔들에서 멀로니가 사기를 저지른 잘못된 고발에 그에게 사과하였다.
1998년 멀로니는 포브스 잡지의 영어로 된 국제판 〈포브스 글로벌 비지니스 앤드 파이낸스〉의 의장이 되었고, 캐나다 훈장의 최하위 훈작사로서 주어졌다.
2014년 몇몇의 기업 이사회들의 이사인 멀로니는 몬트리올에 기지를 둔 대중매체 회사 퀘베코르 인크의 의장으로 임명되었다.

## 저서
- 〈회고록:1939-1993〉(2007년)

## 역대 선거 결과
| 선거명      | 직책명                       | 대수 | 정당              | 득표율 | 득표수   | 결과 | 당락                      |
| ----------- | ---------------------------- | ---- | ----------------- | ------ | -------- | ---- | ------------------------- |
| 1983년 선거 | 하원의원(센트럴 노바 선거구) | 32대 | 캐나다 진보보수당 | 60.19% | 18,882표 | 1위  | 센트럴 노바 하원의원 당선 |
| 1984년 선거 | 하원의원(마니쿠아강 선거구)  | 33대 | 캐나다 진보보수당 | 71.55% | 28,208표 | 1위  | 마니쿠아강 하원의원 당선  |
| 1988년 선거 | 하원의원(샤를부아 선거구)    | 34대 | 캐나다 진보보수당 | 80.04% | 33,730표 | 1위  | 샤를부아 하원의원 당선    |